# Marcel Renaud (ciclista)
Maurice Victor Renaud (28 de setembro de 1900 — 17 de janeiro de 1968) foi um ciclista de pista francês que competiu em meados de 1920. Terminou em quarto lugar na perseguição por equipes de 4 km nos Jogos Olímpicos de Paris 1924.